# Ephydrella spathulata
Ephydrella spathulata är en tvåvingeart som beskrevs av Cresson 1935. Ephydrella spathulata ingår i släktet Ephydrella och familjen vattenflugor. Inga underarter finns listade i Catalogue of Life.